# Platynota (geslacht)
Platynota is een geslacht van vlinders uit de familie van de bladrollers (Tortricidae). De wetenschappelijke naam van het geslacht is voor het eerst geldig gepubliceerd in 1860 door Brackenridge Clemens.
Dit geslacht komt voor in de Nieuwe Wereld, van Brits-Columbia en Nova Scotia tot Argentinië en Paraguay.
De larven van de meeste soorten zijn polyfaag, d.w.z. ze kunnen op vele soorten planten leven. Een aantal zijn plaaginsecten; Platynota idaeusalis en Platynota flavedana zijn een plaag voor de appelteelt in het oosten van de Verenigde Staten. Platynota stultana staat in de Verenigde Staten bekend als de "omnivore bladroller", die op meer dan 60 planten kan leven. Deze soort heeft zich over geheel Noord-Amerika verspreid en is onder meer een belangrijke plaag in de wijngaarden van Californië.

## Soorten
- P. albescens Walsingham, 1913
- P. capella Walsingham, 1913
- P. colobota Meyrick, 1926
- P. exasperatana (Zeller, 1875)
- P. flavedana Clemens, 1860
- P. idaeusalis (Walker, 1859)
- P. iridana Barnes & Busck, 1920
- P. labiosana (Zeller, 1876)
- P. obliqua Walsingham, 1913
- P. offuscata Walsingham, 1913
- P. rostrana (Walker, 1863)
- P. rubiginis Walsingham, 1913
- P. semiustana Walsingham, 1884
- P. stultana Walsingham, 1884
- P. tinctana (Walker, 1863)
- P. viridana Barnes & Busck, 1920
- P. wenzelana (Haimbach, 1915)